# Стадницкий, Эдвард Мария Адольф
Граф Эдвард Мария Адольф Стадницкий (пол. Edward Maria Adolf Stadnicki; 17 июня 1817, Навоёва — 26 мая 1902, Вранов-над-Дийи) — польский помещик, депутат сейма Галицких Станов, пожизненный член палаты господ Рейхсрата Австро-Венгрии, депутат Галицкого краевого сейма во Львове (1877—1882), кавалер Ордена Железной Короны II класса.

## Биография
Представитель польского дворянского рода Стадницких герба «Шренява без креста». Старший сын Яна Канты Эдварда Стадницкого (1765—1842) и Теклы Стадницкой (1775—1843).
Он учился у иезуитов в Тарнополе, затем изучал экономику в Оксфорде. В молодости, в 1840 году, он выступал в любительском театре во Львове. С 1842 года он был членом галицкого государственного сейма от группы магнатов. 1 октября 1842 года он был удостоен звания подкомория (камергера). В 1844 году он принял участие в создании Галицкого сберегательного банка, в 1844—1868 годах он был членом его Великого департамента. Во время революции 1848 года он входил во Львовское земянское объединение. Он был активным в комитете экономического и сельскохозяйственного общества в Кракове, а затем в Галицком экономическом обществе во Львове. Выступал против январского восстания 1863—1864 годов, в апреле 1864 года он был предупрежден министерством финансов Национального правительства о невыплате взноса повстанцам. Стадницкий присоединился к активной политической жизни только в период Галицкой автономии. В 1867 году он стал членом поветовых рад в Новом Сонче (до 1869 года) и Мостике, где в 1870—1878 годах он также был президентом повятового отделения. В 1868—1870 годах Эдвард Стадницкий был избран делегатом на общее собрание Галицкого кредитного земского общества. В этот период, благодаря школьному воспитанию детей, он жил со своей семьей в Кракове. 17 апреля 1873 года он получил австрийский орден Железной короны 2-го класса. Он много внимания уделял управления имения Навоёва, где помимо управления лесным хозяйством он развивал производство изделий из железа. В 1877 году он был избран членом Галицкого краевого сейма из курии гмин в округе Мостиска. Он возглавлял парламентскую люстрационную комиссию, часто находился в отпуске. 19 февраля 1881 года он был назначен пожизненным членом австрийской палаты господ. По случаю 600-й годовщины смерти Пресвятой Кинги в 1892 году он подарил серебряную шкатулку для хранения её мощей в Старом Сонче. Он основал церковь в Навоёве в 1894—1898 годах и умер во Вранове-над-Дийи. В июне 1911 года останки Стадницкого и его жены Людгарды, которая умерла в апреле 1911 года, были перевезены в Чаржовице под Крысовичами и похоронены в гробнице Мнишеков, в настоящее время захоронены в гробнице Стадницких в Навоёве.

## Семья
25 ноября 1843 года Эдвард Стадницкий женился на графине Людгарде Мнишек (20 июня 1823—1911), младшей дочери графа Станислава Адама Мнишека (1774—1846) и княжны Хелены Любомирской (1783—1876). Людгарда в приданое принесла ему имения Крысовичи под Мостиской и Вранов-над-Дийи в Моравии. От этого брака было трое детей:
- Елена Стадницкая (4 сентября 1844 — 26 апреля 1927), муж с 1869 года граф Юзеф Корвин-Красинский (1848—1919). Она вела широкую филантропическую деятельность в Варшаве, была матерью Эдварда Красинского.
- Станислав Ян Канты Стадницкий (29 февраля 1848 — 16 января 1915), помещик, депутат Галицкого краевого сейма, пожизненный член австрийской палаты господ. Был женат с 1878 года на графине Отильде Отилии Марии Борковской (1857—1930).
- Эдвард Адам Стадницкий (2 сентября 1856 — 22 апреля 1885), женат с 1881 года на княжне Елене Марии Ядвиге Сапеге (1857—1947). Наследник имений Навоёва и Вранов-над-Дийи.